# Jean Dieuzaide
Jean Dieuzaide que firmaba sus trabajos como Yan (20 de junio de 1921-18 de septiembre de 2003) fue un fotógrafo francés.
Nacido en el seno de una familia humilde fue su padre quien le inició en la fotografía. Su trabajo fue conocido al realizar un reportaje sobre la liberación de Toulouse en la Segunda Guerra Mundial en agosto de 1944, donde realizó el primer retrato oficial a Charles de Gaulle; en 1946 entró a formar parte de la agencia Rapho y colaboró en diversos periódicos hasta que en 1951 se instaló como fotógrafo independiente en Toulouse.
En los años cincuenta inició un viaje por España en el que tuvo ocasión de recoger importantes testimonios documentales de la vida en esa época, conoció a Salvador Dalí y tuvo ocasión de hacerle uno de los retratos más conocidos en el que el pintor aparece sumergido hasta el cuello. También viajó a Portugal y un año después a Turquía. En esos años es cuando se interesa por los fangos marinos que fotografía en primeros planos y que inicia una etapa de investigación sobre la estructura de las cosas. En 1974 publicó esa serie con el título «Mi aventura con la brea».
Participó en el Grupo fotográfico Les XV y en el Club 30 x 40, en 1963 fundó el Grouppe Libre Expresion siguiendo el camino de Otto Steinert y la fotografía subjetiva y en 1974 abrió la primera galería dedicada a la fotografía en Francia con el nombre de Galerie Municipale du Château d'Eau. En 1994 fue nombrado miembro distinguido de la Royal Photographic Society.
A lo largo de su trayectoria fotográfica recibió numerosos premios y galardones entre los que pueden destacarse el Premio Niépce de 1955, el  Premio Nadar de 1961, caballero de la «Orden nacional del mérito» en 1966 y oficial de la misma y de la Orden de las Artes y las Letras en 1981.

## Gestión de la colección fotográfica
La mayoría de las obras fotográficas de Jean Dieuzaide fueron dadas al municipio de Toulouse en septiembre de 2016.